# Ánde Somby

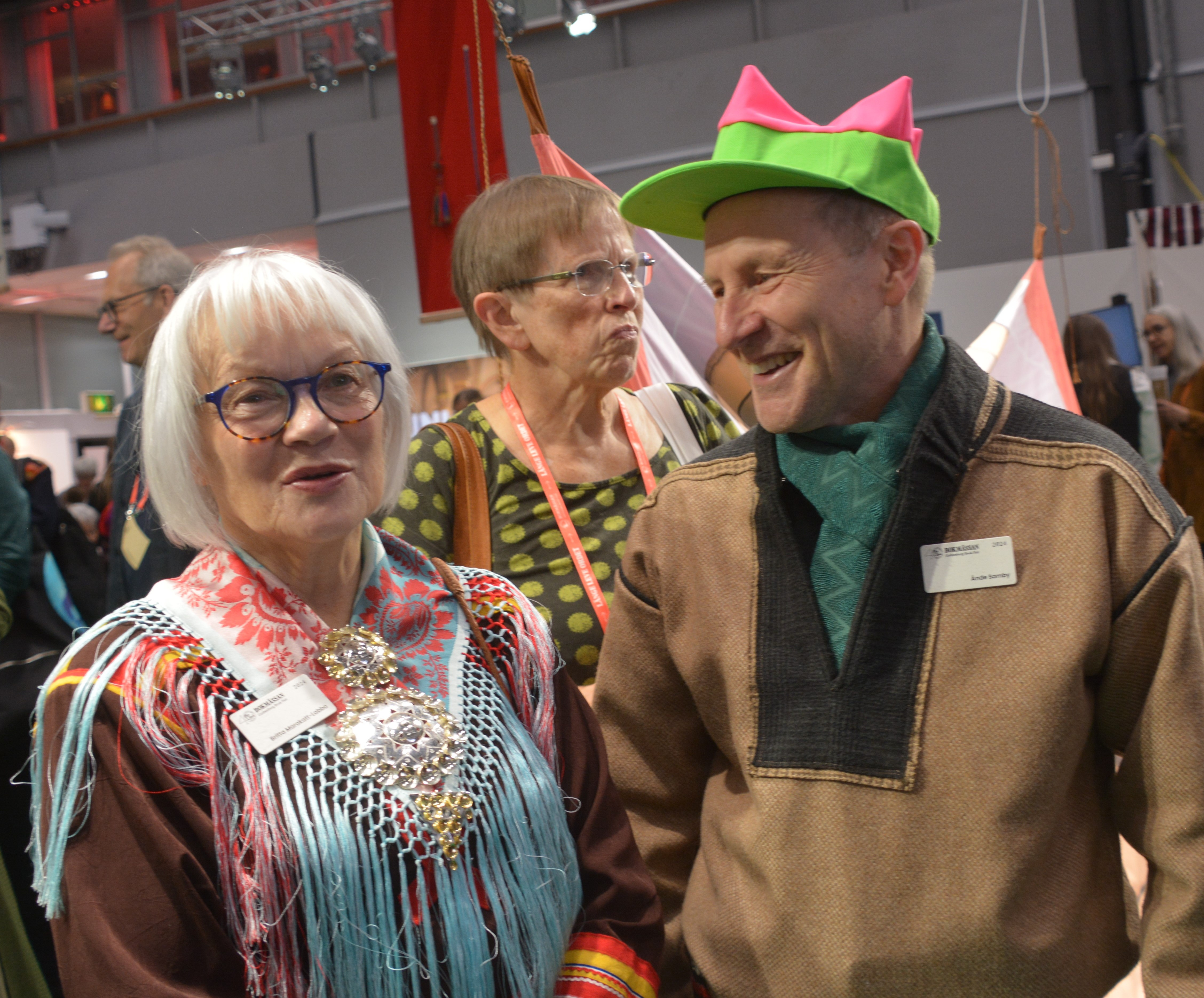
Britta Marakatt-Labba och Ánde Somby på Bokmässan i Göteborg 2024

Ánde Aslaksen Somby, född 12 maj 1958 i Polmak i Norge, är en norsk-samisk jurist och jojkare. 
Ánde Somby är det yngsta av fyra barn till Asllat Somby (född 1913) och Karen Kristine Porsanger Somby (född 1920) och bror till Niilas Somby. Under de första levnadsåren flyttade familjen till Vestertana i Tana kommun om sommaren och till Gárdak i Tana om vintern. Han växte senare upp i Sirma i Tana. Åren 1971–1975 gick han på internatskolan Seida skole. 
Han utbildade sig 1979–1987 i juridik vid Oslo universitet med juris kandidat-examen 1987. Under studietiden var han engagerad i Alta-konflikten 1979–1983 och avtjänade straff genom samhällstjänst 1983–1984. Han studerade från 1993 vidare vid Universitetet i Tromsø och disputerade 1999 i juridik på avhandlingen Juss som retorikk.
Ánde Somby har arbetat som jurist i Oslo och i norra Norge, bland annat som advokat i Vadsø i Finnmark. Han undervisar i juridik vid Universitetet i Tromsø med inriktning på lagar beträffande ursprungsfolk.
Han har uppträtt som jojkare sedan 1974.